# Francisco Manicongo
Francisco Manicongo, também conhecido como Francisco de Congo (Reino do Congo — Salvador), foi um escravo africano que viveu em Salvador da Bahia, no Estado do Brasil, na segunda metade do século XVI. Segundo o antropólogo e ativista Luiz Mott, teria sido, juntamente com Vitória do Benim, documentada em Lisboa em 1556, um dos primeiros casos documentados de africanos "homossexuais", sendo acusado de ser e se vestir como um imbanda, sodomita passivo na tradição das partes do Congo. Tornou-se uma figura de destaque a partir da década de 1990, sobretudo entre a comunidade LGBT, após a divulgação do seu caso por Luiz Mott.
A travesti ativista negra Majorie Marchi reinventou o personagem histórico na década de 2000, traduzindo-o como uma travesti com o nome social de Xica Manicongo. Em 2010, foi criado pela Associação de Travestis e Transexuais do Rio de Janeiro (ASTRA-Rio), que Marchi presidia, o Prêmio Xica Manicongo. Em 2021, um quilombo urbano no Rio de Janeiro foi criado e batizado como "Xica Manicongo", em homenagem à personagem criada por Marchi.

## Biografia
Em 21 de agosto de 1591, durante a primeira visitação do Santo Ofício à Bahia, Matias Moreira, cristão-velho de Lisboa, morador no Colégio da Companhia de Jesus, denunciou Francisco de Congo, cativo de Antonio Pires, sapateiro, morador abaixo da Misericórdia de Salvador, que não só tinha fama de homossexual entre os negros da cidade, com os quais praticaria o "pecado nefando", como se vestia à maneira dos homosexuais passivos da sua terra natal. No mesmo dia, Duarte, negro da Guiné, filho de gentios de Angola, escravo do mesmo Colégio, denunciando o escravo Joane, também ele acusado de sodomia, disse que repreendendo Joane pôr o perseguir para cometer com ele a dita prática, à época em que também era escravo dos Jesuítas, e dizendo-lhe que "era caso de os queimarem" por isso, lhe respondera Joane "que também Francisco Manicongo, negro de Antonio Pires sapateiro, fazia o dito pecado com outros negros, e que não o queimavam por isso."
Disse o denunciante que haveria cerca de quatro anos, soubera que Francisco de Congo tinha fama entre os negros de Salvador de ser somítigo, e que após saber da fama o vira com um pano cingido, como o trazem os somítigos do Congo. Mas disse que "sabe que em Angola e Congo, nas quais terras tem andado muito tempo e tem muita experiência delas, é costume entre os negros gentios trazerem um pano cingido com as pontas por diante, que lhe fica fazendo uma abertura diante, os negros somítigos que no pecado nefando servem de mulheres pacientes, aos quais chamam na língua de Angola e Congo 'imbandaa', que quer dizer somítigos pacientes.". Vendo Francisco vestido com a veste dos quimbandas, Moreira logo o repreendera, por não trazer "o vestido de homem que lhe dava seu senhor, dizendo-lhe que em ele não querer trazer o vestido de homem mostrava ser somítigo, pois também trazia o dito pano do dito modo", tendo Francisco negado ser homossexual. Disse Moreira que o voltara a ver duas ou três vezes em Salvador com o dito pano cingido, e que o tornara a repreender, sendo que no momento da denúncia já andava "em vestido de homem".
A sua história voltou a ganhar relevância nos anos 1990, graças ao trabalho do antropólogo Luiz Mott, que partiu da publicação da "Primeira Visitação do Santo Ofício às partes do Brasil", publicada em São Paulo em 1925. Segundo Mott, Francisco teria sido "o homossexual mais corajoso de que se tem notícia neste começo da nossa história". De acordo com Mott, nesta época os imbandaas ou quimbandas eram tidos como seres sobrenaturais, e alvo de uma deferência especial por parte da população, havendo queixas sobre o poder que detinham e a liberdade de fazer o que queriam, inclusive o que estava vedado à restante população, não havendo "lei que o condene como não há ação que não lhe seja permitida. Portanto, fica sempre sem castigo, embora abuse sem embaraço de sua impudecência, tão grande é a estima que por ele o demônio inspira!”

## Xica Manicongo
Na década de 2000, a ativista travesti negra Majorie Marchi reinventou Francisco Manicongo como uma travesti, rebatizando-o como "Xica Manicongo". Em 2010, a Associação de Travestis e Transexuais do Rio de Janeiro (ASTRA-Rio), que Marchi presidia, criou o Prêmio Xica Manicongo, que visa reconhecer iniciativas relacionadas com os direitos humanos e promoção da cidadania de travestis e pessoas trans.
Em 2018, a estilista baiana Isaac Silva lançou uma coleção de moda em sua homenagem.
Em 2021, um quilombo urbano do Rio de Janeiro foi nomeado "Xica Manicongo", em homenagem à figura criada por Marchi.
A personagem Xica Manicongo foi enredo do Paraíso do Tuiuti para o carnaval de 2025, em homenagem ao que chamam "a primeira travesti da história do Brasil".